# Ayakudi
Ayakudi è una suddivisione dell'India, classificata come town panchayat, di 23.410 abitanti, situata nel distretto di Dindigul, nello stato federato del Tamil Nadu. In base al numero di abitanti la città rientra nella classe III (da 20.000 a 49.999 persone).

## Geografia fisica
La città è situata a 10° 27' 26 N e 77° 34' 17 E.

## Società

### Evoluzione demografica
Al censimento del 2001 la popolazione di Ayakudi assommava a 23.410 persone, delle quali 11.807 maschi e 11.603 femmine. I bambini di età inferiore o uguale ai sei anni assommavano a 2.388, dei quali 1.236 maschi e 1.152 femmine. Infine, coloro che erano in grado di saper almeno leggere e scrivere erano 14.261, dei quali 8.350 maschi e 5.911 femmine.